# Luis de Ulloa
Luis de Ulloa Pereira (Toro, Zamora, 1584-ibídem, 1674) fue un escritor español del Siglo de Oro.

## Biografía
Casi toda su vida transcurrió en su ciudad natal. Pasó sin embargo algunas temporadas en Logroño y en León, donde fue corregidor en 1627, y fue asistente de Navarra hacia 1638, e interventor de Hacienda en 1640 al sublevarse Portugal. Contrajo matrimonio con una prima suya, a los catorce años, y enviudó pocos meses después. Volvió a casarse dos veces más. En León tuvo confiada la educación de Juan José de Austria, hijo de Felipe IV y de la actriz María Calderón, conocida como La Calderona. Fue protegido por el Conde-Duque de Olivares; cuando este cayó de su privanza fue acogido en casa del poeta, que habitaba el palacio donde se reunieron las Cortes que aprobaron las célebres leyes de Toro y donde Juana la Loca fue jurada heredera de Castilla. Sus grandes amigos fueron Gabriel del Corral y Felipe Godínez. En cambio, silenciaron su nombre Lope de Vega y Juan Pérez de Montalbán. Obtuvo el hábito de Santiago y usó el nombre poético de Lisardo.
Escribió unas Memorias familiares y literarias en prosa, muy interesantes, que narran la vida difícil y anormal de uno de sus hermanos y se dividen en tres partes, llenas de noticias curiosas, maledicencias, hervores poéticos y retratos muy bien trazados de figuras y figurones de la época; el autor figura en ellas con el anagrama de Suldino Dovalle. Sus poesías fueron recogidas en Obras, prosas y versos... Madrid, 1659; su segunda edición, también impresa en Madrid, es de 1674. Allí se deja ver como seguidor del Culteranismo. Escribió numerosos sonetos amorosos, otros al Conde-Duque, canciones, églogas, etcétera. Es poeta de muchos vuelos y de aciertos formales. También es autor de versos religiosos, entre los que destaca una Paráfrasis de los siete salmos penitenciales y unos Soliloquios (Madrid, 1655). Lo más notable de lo que escribió en verso es un poema narrativo en octavas reales, Raquel (1650), en el que canta, inspirándose en las obras de Lope de Vega y Antonio Mira de Amescua Las paces de los reyes y judía de Toledo y Desgraciada Raquel, respectivamente, los amores de la famosa judía de Toledo con Alfonso VIII. El poema es oratorio y moralizante, y de él deriva La judía de Toledo de Juan Bautista Diamante, y la Raquel, de Vicente García de la Huerta.
Escribió además una Defensa de los libros fabulosos y poesías honestas y de las comedias y las comedias Porcia y Tancredo, Pico y Carente, No muda el amor semblante, Alfonso Octavio, La mujer contra el consejo. Y una obra histórica, Encuentro en Toro con el conde-duque de Olivares y noticias suyas.
El estilo de Ulloa es sentencioso hasta la confusión, tétrico y moralizante. En algunos pasajes, áspero y vehemente. Como poeta destaca en una Epístola a un caballero amigo que vivía en Sevilla, donde invierte el tópico del menosprecio de Corte y alabanza de aldea de fray Antonio de Guevara y el beatus ille horaciano elogiando la vida urbana y detestando la campesina, que para él representa el colapso de todos los anhelos. Forma parte del Catálogo de Autoridades de la Lengua Castellana de la Real Academia Española.